# العلاقات البرازيلية الدومينيكانية
العلاقات البرازيلية الدومينيكانية هي العلاقات الثنائية التي تجمع بين البرازيل وجمهورية الدومينيكان.

## مقارنة بين البلدين
هذه مقارنة عامة ومرجعية للدولتين:
| وجه المقارنة                                              | البرازيل | جمهورية الدومينيكان |
| --------------------------------------------------------- | --- | ------------------- |
| المساحة (كم2)                                             | 8.52 مليون | 48.67 ألف           |
| عدد السكان (نسمة)                                         | 202.66 مليون | 10.40 مليون         |
| الكثافة السكانية (ن./كم²)                                 | 23.79 | 213.68              |
| العاصمة                                                   | برازيليا، ريو دي جانيرو | سانتو دومينغو       |
| اللغة الرسمية                                             | برتغالية برازيلية، Brazilian Sign Language ‏ | اللغة الإسبانية     |
| العملة                                                    | ريال برازيلي، كروزيرو ريال برازيلي ‏، كروزيرو البرازيلية (1990–1993)، البرازيلي كروزادو نوفو، كروزادو برازيلي، cruzeiro ‏، كروزيرو البرازيلية (1942–1967)، الريال البرازيلي (قديم) | بيزو دومنيكاني      |
| الناتج المحلي الإجمالي (بليون دولار)                      | 2.06 تريليون | 75.93 مليار         |
| الناتج المحلي الإجمالي (تعادل القوة الشرائية) بليون دولار | 3.22 تريليون | 149.89 مليار        |
| الناتج المحلي الإجمالي الاسمي للفرد دولار أمريكي          | 8.54 ألف | 6.47 ألف            |
| الناتج المحلي الإجمالي للفرد دولار أمريكي                 | 15.89 ألف | 13.26 ألف           |
| مؤشر التنمية البشرية                                      | 0.754 | 0.715               |
| رمز المكالمات الدولي                                      | +55 | +1809، +1829، +1849 |
| رمز الإنترنت                                              | .br | .do                 |
| المنطقة الزمنية                                           | | 00                  |

## مدن متوأمة
في ما يلي قائمة باتفاقيات التوأمة بين مدن برازيلية ودومينيكانية:
- ترتبط كوريتيبا مع سانتو دومينغو باتفاقية توأمة.[15][16]
- ترتبط ريو دي جانيرو مع سانتو دومينغو باتفاقية توأمة منذ 1969.
- ترتبط ماناوس مع سانتو دومينغو باتفاقية توأمة.

## منظمات دولية مشتركة
يشترك البلدان في عضوية مجموعة من المنظمات الدولية، منها:
| علم المنظمة | اسم المنظمة                                                          | تاريخ انضمام البرازيل | تاريخ انضمام جمهورية الدومينيكان |
| ----------- | -------------------------------------------------------------------- | --------------------- | -------------------------------- |
|             | وكالة حظر الأسلحة النووية في أمريكا اللاتينية ومنطقة البحر الكاريبي ‏ | ?                     | ?                                |
|             | الاتحاد البريدي العالمي                                              | ?                     | ?                                |
|             | يونسكو                                                               | 4 نوفمبر 1946         | 4 نوفمبر 1946                    |
|             | البنك الدولي للإنشاء والتعمير                                        | 14 يناير 1946         | 18 سبتمبر 1961                   |
|             | منظمة التجارة العالمية                                               | ?                     | ?                                |
|             | وكالة ضمان الاستثمار متعدد الأطراف                                   | 7 يناير 1993          | 7 مارس 1997                      |
|             | منظمة الشرطة الجنائية الدولية                                        | ?                     | ?                                |
|             | مؤسسة التمويل الدولية                                                | 31 ديسمبر 1956        | 31 أكتوبر 1961                   |
|             | الأمم المتحدة                                                        | 24 أكتوبر 1945        | 24 أكتوبر 1945                   |
|             | مؤسسة التنمية الدولية                                                | 15 مارس 1963          | 16 نوفمبر 1962                   |
|             | منظمة حظر الأسلحة الكيميائية                                         | ?                     | ?                                |

## وصلات خارجية
- موقع وزارة الخارجية البرازيلية